# Ривера, Чита
Долорес Кончита Фигероа дель Риверо (англ. Dolores Conchita Figueroa del Rivero, более известная как Чита Ривера (англ. Chita Rivera); 23 января 1933[…], Вашингтон — 30 января 2024, Нью-Йорк, Нью-Йорк) — американская актриса, певица, танцовщица, получившая широкую известность благодаря ролям в театре, кино, музыкальных шоу Бродвея.

## Биография
Отец Читы Риверо — Педро Хулио Фигероа дель Риверо, пуэрториканец, саксофонист в оркестре военно-морского флота США. Мать — Кэтрин Фигероа дель Риверо, из итало-шотландской семьи. После смерти мужа в 1940 году, Кэтрин поступила на службу чиновником в Пентагон.
Когда Ривере исполнилось 11, её приняли в балетную студию (Jones-Haywood School of Ballet). Спустя четыре года преподаватель из Школы американского балета после посещения студии пригласил двух девушек на конкурсный отбор в Нью-Йорк. Ривера отбор прошла и стала студенткой престижной балетной школы George Balanchine’s School of American Ballet.
В 1952 году Ривера сопровождала подругу на отбор танцовщиц для бродвейского шоу. Её уговорили принять участие в конкурсе. В результате Ривера не только прошла в финальный тур, но и получила одну из центральных ролей. Следуют новые предложения и роли. «Парни и куколки», «Канкан» (англ. Can-Can), «Седьмое Небо» (англ. Seventh Heaven).
В 1957 году Ривера получила роль Аниты в бродвейском мюзикле «Вестсайдская история». Эта роль сразу после премьеры принесла ей известность. В этом же году она вышла замуж за Тони Моденте, танцовщика из этого же мюзикла. Брак был расторгнут в 1966 году. У бывших супругов есть дочь, Лиза Моденте, которая стала хореографом.
Одна из самых известных киноролей Риверы — роль Ники в киноверсии мюзикла Боба Фосса «Милая Чарити» (1969). Известно камео Риверы в образе Ники в фильме «Чикаго» (2002). В 1978 году актриса приняла участие в съёмках фильма «Оркестр клуба одиноких сердец сержанта Пеппера».
На протяжении карьеры Ривера играла ведущие роли в наиболее известных музыкальных постановках Бродвея: мюзикле Джона Кандера и Фреда Эбба «Чикаго» — Вельма Келли, «Трёхгрошовая опера» — Дженни, «Поцелуй меня, Кэт» и многих других.
В 1986 году Ривера попала в автомобильную аварию в центре Нью-Йорка. Восемнадцать переломов сделали невозможной дальнейшую карьеру актрисы мюзикла. После двухлетней реабилитации Ривера погрузилась в ресторанный бизнес.
В 2003 году Ривера вернулась на Бродвей в постановке «Девять». Это музыкальная обработка сценария Федерико Феллини к кинофильму «Восемь с половиной» («8½»). Семидесятилетняя актриса исполнила несколько вокальных и танцевальных номеров. Её партнёр — Антонио Бандерас.
В августе 2009 года получила от Барака Обамы одну из высших наград США — Президентская медаль свободы.
В ноябре 2009 года выпустила музыкальный диск «А теперь я пою свинг».
Чита Ривера умерла в Нью-Йорке после непродолжительной болезни 30 января 2024 года в возрасте 91 года.

## Фильмография
| Год       |    | Русское название                               | Оригинальное название                           | Роль             |
| --------- | -- | ---------------------------------------------- | ----------------------------------------------- | ---------------- |
| 1964      | с  | За гранью возможного                           | The Outer Limits                                | миссис Дейм      |
| 1969      | ф  | Милая Чарити                                   | Sweet Charity                                   | Ники             |
| 1973      | тф | —                                              | The Marcus-Nelson Murders                       | Джози Хоппер     |
| 1973—1974 | с  | —                                              | The New Dick Van Dyke Show                      | Конни Ричардсон  |
| 1977      | тф | —                                              | Once Upon a Brothers Grimm                      | Пряничная леди   |
| 1978      | ф  | Оркестр клуба одиноких сердец сержанта Пеппера | Sgt. Pepper’s Lonely Hearts Club Band           | гостья Хартланда |
| 1981      | тф | —                                              | Pippin: His Life and Times                      | Фастрада         |
| 1982      | тф | —                                              | Strawberry Ice                                  | н/д              |
| 1982      | с  | Одна жизнь, чтобы жить                         | One Life to Live                                | Мелоди Рембо     |
| 1987      | тф | Мадам Мэйфлауэр                                | Mayflower Madam                                 | Райза Дикстайн   |
| 1997      | мс | Сказочные истории для всех детей               | Happily Ever After: Fairy Tales for Every Child | Кэти             |
| 2002      | ф  | Чикаго                                         | Chicago                                         | Ники             |
| 2003—2004 | мс | Даша-путешественница                           | Dora the Explorer                               | ведьма           |
| 2005      | с  | Уилл и Грейс                                   | Will & Grace                                    | Ленор            |
| 2006      | ф  | Каламазу?                                      | Kalamazoo?                                      | Джаннина         |
| 2011      | с  | Только материалы                               | Submissions Only                                | Глэдис Франклин  |
| 2018      | ф  | —                                              | Waiting in the Wings: Still Waiting             | бродвейская дива |

## Награды и номинации
| Награда    | Год  | Категория                                   | Название работы               | Результат |
| ---------- | ---- | ------------------------------------------- | ----------------------------- | --------- |
| Тони       | 1961 | Лучшая женская роль второго плана в мюзикле | Пока, пташка                  | Номинация |
| Тони       | 1976 | Лучшая женская роль в мюзикле               | Чикаго                        | Номинация |
| Тони       | 1981 | Лучшая женская роль в мюзикле               | Верните пташку                | Номинация |
| Тони       | 1983 | Лучшая женская роль в мюзикле               | Мерлин                        | Номинация |
| Тони       | 1984 | Лучшая женская роль в мюзикле               | Каток                         | Победа    |
| Тони       | 1986 | Лучшая женская роль в мюзикле               | Девушка Джерри                | Номинация |
| Тони       | 1993 | Лучшая женская роль в мюзикле               | Поцелуй Женщины-Паука         | Победа    |
| Тони       | 2003 | Лучшая женская роль второго плана в мюзикле | Девять                        | Номинация |
| Тони       | 2006 | Лучшая женская роль в мюзикле               | Чита Ривера: Жизнь танцовщицы | Номинация |
| Тони       | 2015 | Лучшая женская роль в мюзикле               | Визит старой дамы             | Номинация |
| Тони       | 2018 | Премия за выдающиеся достижения             | —                             | Победа    |
| Драма Деск | 1981 | Лучшая женская роль в мюзикле               | Пока, пташка                  | Номинация |
| Драма Деск | 1984 | Лучшая женская роль в мюзикле               | Каток                         | Победа    |
| Драма Деск | 1993 | Лучшая женская роль в мюзикле               | Поцелуй Женщины-Паука         | Победа    |
| Драма Деск | 2003 | Лучшая женская роль второго плана в мюзикле | Девять                        | Номинация |
| Драма Деск | 2015 | Лучшая женская роль в мюзикле               | Визит старой дамы             | Номинация |